# Fazenda Dois Córregos
Fazenda Dois Córregos. Propriedade de Francisco Teixeira Vilela, filho e herdeiro único de Antônio Manuel Teixeira, foi vendida a Tomás Luís Alves, diretor do Banco do Brasil em São Paulo que, em outubro de 1869, a transferiu a Joaquim Policarpo Aranha (depois barão de Itapura); em 1885 possuía 150 mil pés de café em terra salmourão manchada, e máquina de benefício a vapor; em 1890 era ainda do mesmo titular.
Pertenceu a Pérsio Pacheco e Silva, casado com Escolástica de Lacerda ele, neto materno do barão de Itatiba e ela, filha do barão de Araras, proprietário que dividiu a fazenda em lotes para venda, tendo antes mudado seu nome para Fazenda Santa Escolástica, nome que se perpetuou e que passou a distinguir, um bairro da cidade de Valinhos. Pérsio Pacheco e Silva foi escritor, genealogista e historiador, e publicou o livro "Do Café no Este de São Paulo", editado em 1910 e no qual cuidou, particularmente, da preciosa rubiácea no "Pouso de Campinas".